# 宮津会館
宮津会館（みやづかいかん）は、京都府宮津市字鶴賀にある多目的ホール。

## 解説
1965年（昭和40年）の宮津市議会定例会で多目的ホールの建設を決定。宮津市は宮津会館建設委員会を設け、名称、建設位置、規模、事業費などについて検討を行った。1966年（昭和41年）12月に宮津湾を臨む島崎公園で着工し、1967年（昭和42年）12月に完成。総工費は約1億7000万円。なお、宮津会館西側の隣接地には同時に宮津市中央公民館が開館している。1975年と1977年には矢沢永吉が、1981年にはThe Venturesが、1995年には松山千春が、1997年には沢田研二が、2000年にはHOUND DOGが、2006年には河村隆一が宮津会館を訪れている。
1998年度から2000年度までの3か年事業として、宮津会館の西側に複合公共施設・みやづ歴史の館の建設が計画された。宮津市中央公民館を取り壊した後にみやづ歴史の館が建設され、2000年（平成12年）9月にオープンしている。

## 設備
延床面積は3744平方メートル。オーディトリアム棟が2534平方メートル、管理棟が993平方メートル、ゲートが217平方メートル。開館当時は固定席508・移動席408席・補助席120席の計1036席だった。他に132人収容の大会議室（中ホール）、81人収容の小会議室（小ホール）などがある。舞台設備・音響設備・照明設備などは当時としては一流のものだった。隣接するみやづ歴史の館とは屋内から行き来することができ、所在地（宮津市字鶴賀2164）を共有している。敷地の北側は宮津湾（日本海）であり、東側は大手川河口である。
- 舞台
  - 間口：15.6メートル
  - 奥行：10.5メートル
  - 高さ：7.0メートル
- 客席
  - 800席
- ホワイエ
  - 1階：279平方メートル
  - 2階：245平方メートル

## コンサート
- 1975年10月12日：矢沢永吉[1]
- 1977年4月28日：矢沢永吉[1]
- 1981年10月1日：The Ventures[1]
- 1984年6月13日：さだまさし[2]
- 1995年11月6日：松山千春[1]
- 1997年10月15日：沢田研二[1]
- 2000年8月6日：HOUND DOG[1]
- 2006年7月19日：河村隆一[1]

## 周辺
- 島崎公園
  - みやづ歴史の館（2000年開館）
  - 宮津会館
- 宮津市立図書館旧館（1971年開館・2017年移転）
- 宮津市立前尾記念文庫（1983年開館）

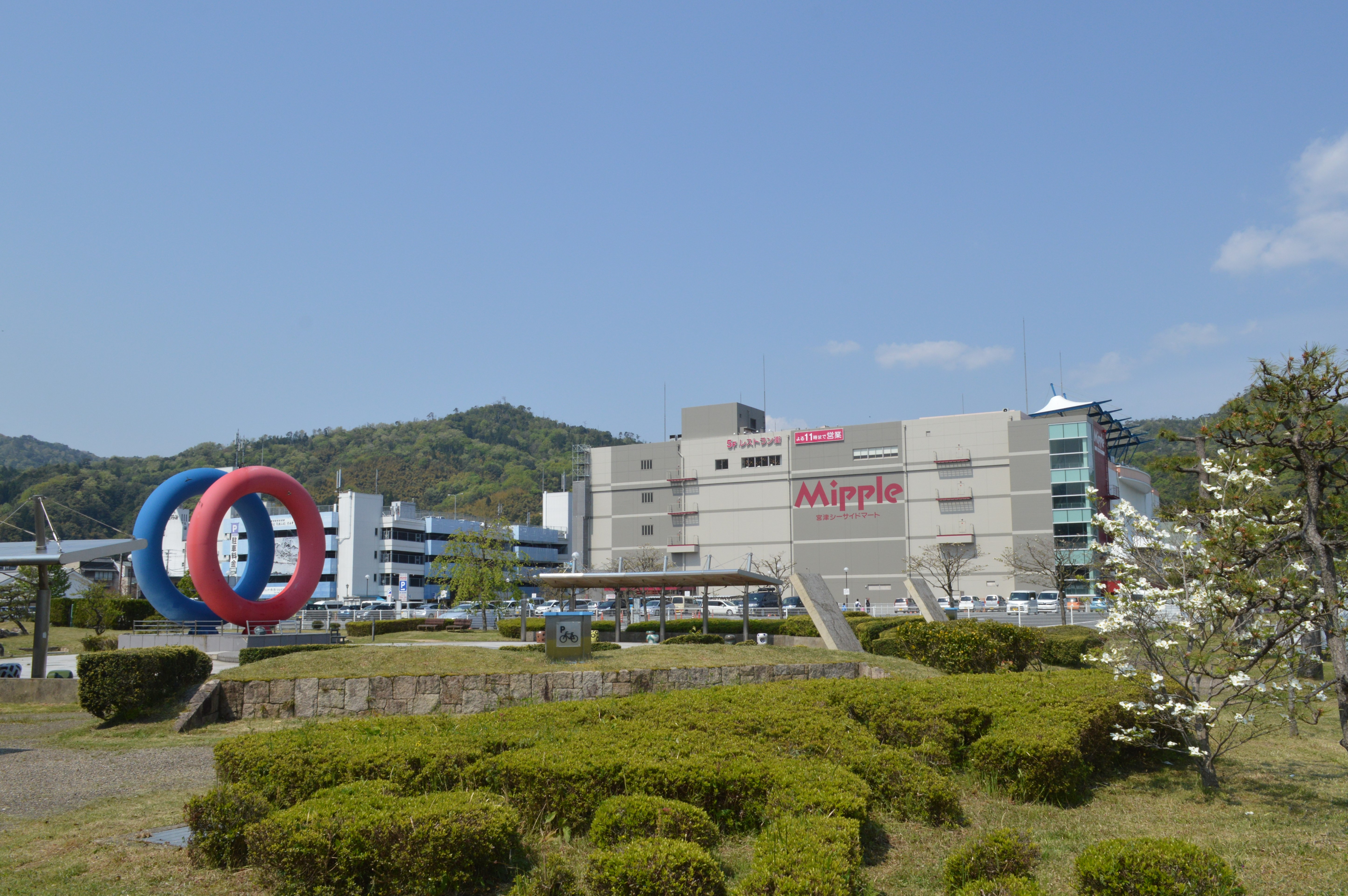
島崎公園
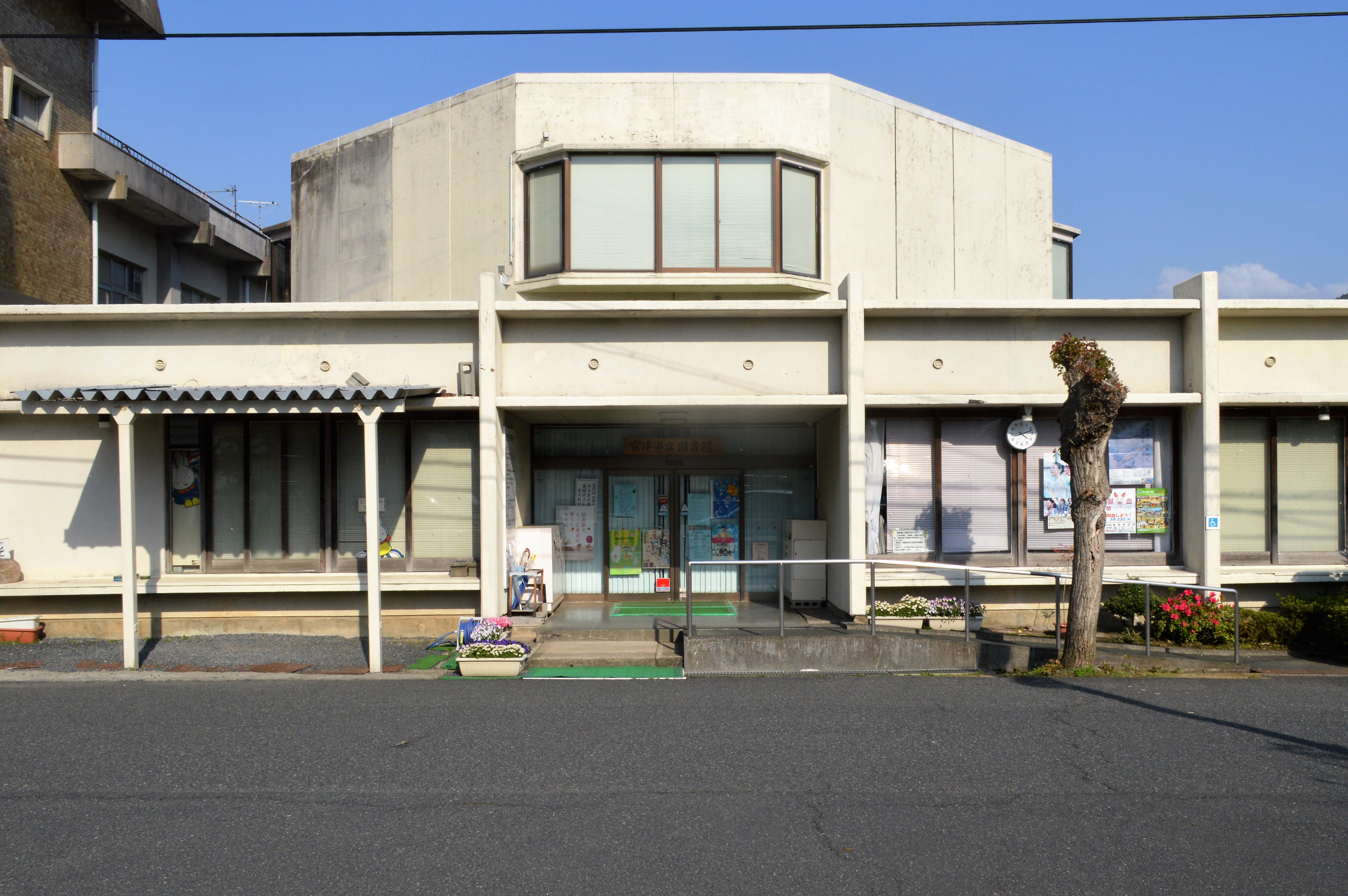
宮津市立図書館旧館
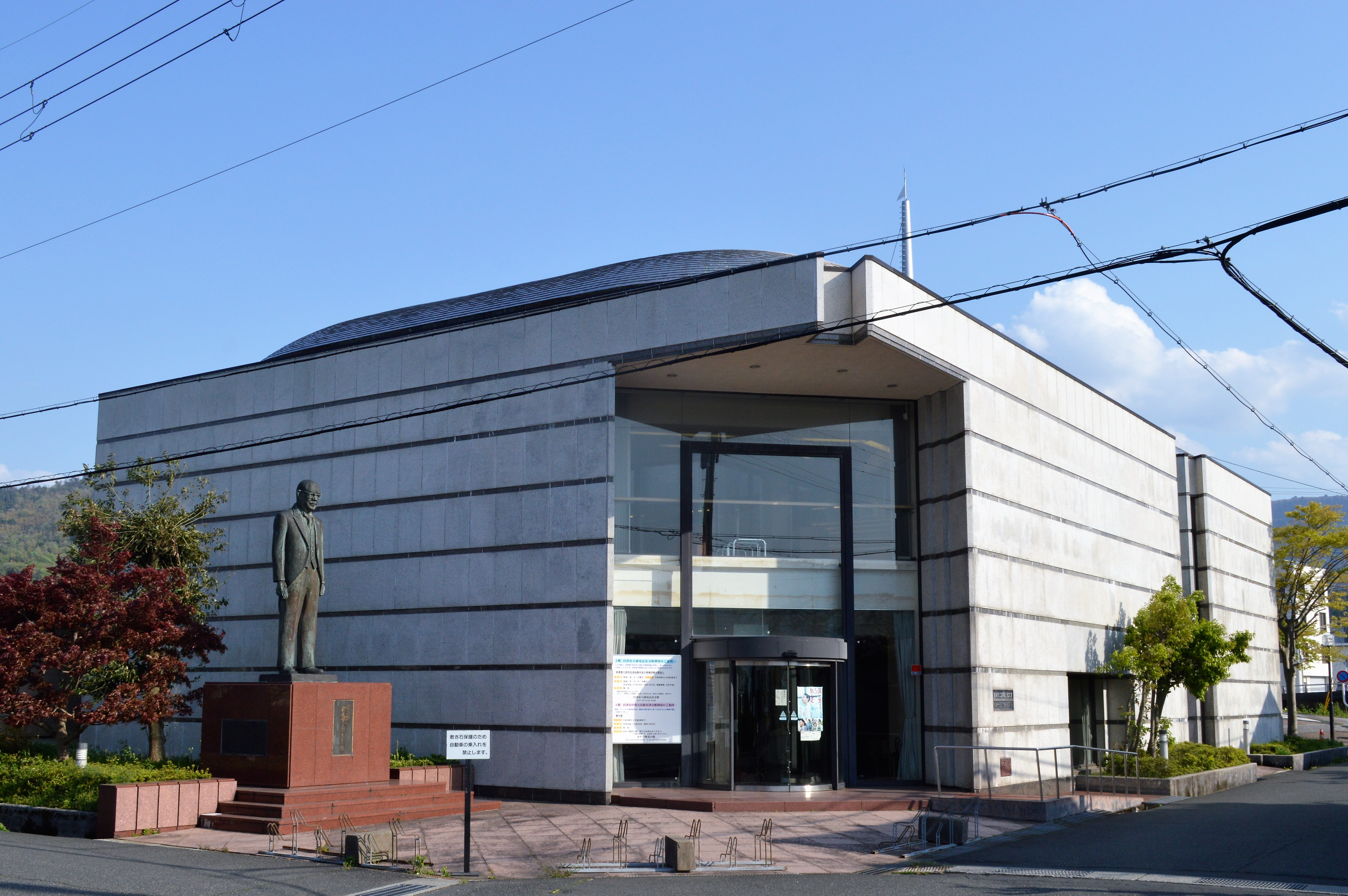
宮津市立前尾記念文庫